# Киряк Цанков
Киряк Антонов Цанков е български революционер, политик и дипломат.
Той е сред ръководителите на Българския революционен централен комитет, а непосредствено след Освобождението е участник в Либералната партия. По-късно заема разни дипломатически постове, като през 1880 става първият дипломатически агент на България в Букурещ.

## Биография
Киряк Цанков е роден около 1847 в Свищов в семейството на видния търговец Антон Цанков. Братов син е на Драган Цанков. Получава първоначалното си образование в родния си град. Завършва търговско училище във Виена, след което учи медицина в Париж. През 60-те години се установява в Букурещ, където се включва активно в обществения живот на българската емиграция. Членува в Тайния централен български комитет и в Българския революционен централен комитет, на който през 1872 става подпредседател, в Българското човеколюбиво настоятелство и в Българското централно благотворително общество, на което е председател през 1875 – 1876. Участва в издаването на вестниците „Народност“ (1867 – 1869), „Тъпан“ (1869 – 1870) и „Балкан“ (1875), както и в подготовката на четата на Хаджи Димитър и Стефан Караджа (1868) и на четата на Христо Ботев (1876) и на български доброволци за Сръбско-турската война през 1876. През 1873-1875 година е преподавател по немски, география и обща история в Централното училище в Болград.
По време на Временното руско управление в България Киряк Цанков заема различни длъжности в администрацията, като известно време е председател на съда в Тутракан и на Върховния съд. Избран е за народен представител в Учредителното събрание (1879) и I велико народно събрание, където е сред привържениците на Либералната партия.
През следващите години Киряк Цанков заема различни дипломатически постове. През 1879 – 1880 е секретар на агентството в Цариград, а през 1880 – 1883 е първият български дипломатически агент в Букурещ. През ноември 1880 представлява България на конференцията в Галац, която разисква правилата за корабоплаване по Дунав. По тайни инструкции на министър-председателя Драган Цанков, Киряк Цанков гласува против германския проект за правилник, който дава на Австро-Унгария решаващ глас в управлението на пристанищата и за строежа на мостове и кейове на реката. С това проваля австро-унгарските планове, но предизвиква нейния дипломатически агент в София, под чийто натиск Драган Цанков е свален от министър-председателския пост.
Киряк Цанков е управляващ Министерството на външните работи и изповеданията за няколко месеца през 1883 година. В това си качество подписва финансовата конвенция, уреждаща окупационния дълг на Княжество България към Русия. Представлява България на конференцията във Виена за изграждането на железопътната линия Виена-Цариград и в българо-румънската комисия за уточняване на границата между двете страни (1885).
Киряк Цанков умира на 3 ноември (21 октомври стар стил) 1903 в Букурещ.
Част от архивите му се съхраняват във фонд №5 на Българския исторически архив в Националната библиотека „Св. св. Кирил и Методий“.